# Nombre 178
El nombre 178 (CLXXVIII) és el nombre natural que segueix el nombre 177 i precedeix el nombre 179.
La seva representació binària és 10110010, la representació octal 262 i l'hexadecimal B2.
La seva factorització en nombres primers és 2×89; altres factoritzacions són 1×178 = 2×89; és un nombre 2-gairebé primer: 2 × 89 = 178.